# Lacapelle-Biron
Lacapelle-Biron település Franciaországban, Lot-et-Garonne megyében. Lakosainak száma 399 fő (2022. január 1.). Lacapelle-Biron Soulaures, Biron, Blanquefort-sur-Briolance és Gavaudun községekkel határos.

## Népesség
A település népességének változása:
| Lakosok száma | 396  | 382  | 433  | 441  | 459  | 442  | 423  | 418  | 414  | 399  |
|               | 1968 | 1982 | 1990 | 2006 | 2013 | 2015 | 2017 | 2019 | 2020 | 2022 |